# Musique andine

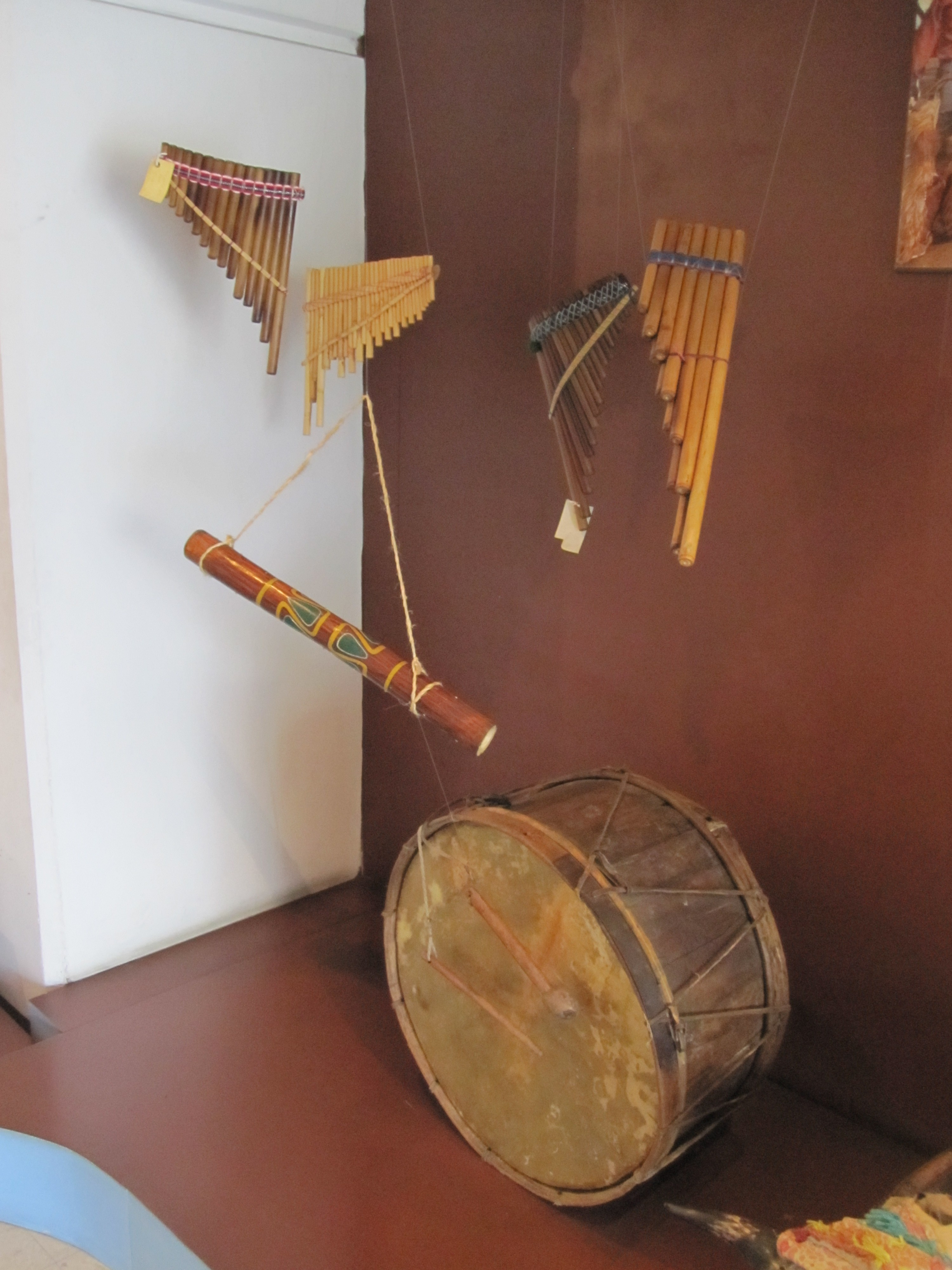
Instruments traditionnels des Andes équatoriennes exposés au Musée de la Banque Centrale, à Cuenca.

La musique andine tire ses origines de la musique des peuples de langue quechua, aymara et d'autres peuples de la cordillère des Andes. Ce terme est souvent utilisé comme synonyme du style musical typique de l'Altiplano des Andes centrales et des régions limitrophes. Ce style est caractérisé par des mélodies en même temps allègres et nostalgiques, très suggestives, évocatrices des hautes altitudes où elles sont nées, interprétées avec des flûtes de roseau (canne) spécifiques, des percussions diverses et des charangos.
Mais l'expression "musique andine" peut aussi englober non seulement cette musique, mais aussi d'autres styles et formations instrumentales présents tout au long de la géographie andine au sens large. Cette zone comprend la Bolivie, le Pérou, l'Argentine, l'Équateur, le Chili, la Colombie et le Venezuela. De plus la harpe des Andes partage certaines mélodies avec la harpe paraguayenne, ou arpa latina, limitrophe de la Bolivie.

## Définition et histoire
Ainsi le terme de musique andine, ou celui de musique des Andes qui lui est parfois préféré, présente une certaine ambiguïté d'acception, risquant d'entraîner une confusion conceptuelle bien mise en évidence par le musicologue équatorien Mario Godoy Aguirre. D'autant que, malgré ce que suggère son nom, la caractérisation de la musique des Andes ne saurait être seulement géographique. Toujours est-il que le vocable de musique andine recouvre des réalités très diverses comprenant de nombreux courants musicaux bien différents.

### La musique autochtone et son métissage
En effet, soit il désigne strictement la musique autochtone des Andes, celle qui est jouée dans les communautés villageoises (ayllu) amérindiennes, qui est l'héritière des musiques locales précolombiennes festives, ou cérémonielles et religieuses, ou encore rituelles accompagnant et rythmant quasi quotidiennement les travaux des champs et les activités pastorales. Au temps précolombiens, et même pré-incaïques, cette musique présentait déjà une grande diversité (dont témoignent les anciens chroniqueurs, particulièrement Guamán Poma de Ayala), malgré des tendances unificatrices par la multiplication des échanges, dont la moindre ne fut sans doute pas la synthèse culturelle que tenta d'opérer, pendant un peu plus d'un siècle, le Tahuantinsuyu (l'empire inca).
De plus cette même musique, aujourd'hui, parfois qualifiée d'"originaire", présente toutefois aussi un certain degré, variable, de métissage avec les formes musicales apportées par les Espagnols lors de la Conquête et pendant la période coloniale, notamment avec la musique ancienne et la musique baroque espagnoles. En témoignent l'évolution de l'instrumentarium amérindien, avec l'invention par les Indiens de nouveaux instruments tout à fait originaux mais inspirés par les instruments européens importés, comme le charango, le wakrapuku, le mohoceño ou la harpe andine par exemple, ainsi que les modifications apportées aux instruments anciens, comme l'évolution de la kena pour s'adapter à de nouveaux types de mélodies, glissant progressivement de la gamme pentatonique à la gamme diatonique par l'adjonction de trous de jeu supplémentaires modifiant son accordage. En témoignent aussi des traces de musique ancienne européenne chantée avec des paroles en quechua dès le XVIe siècle, et plus encore des partitions comme celle du Hanacpachap cussicuinin, un chant de procession et d'adoration à la Vierge dans le rituel catholique péruvien du XVIIe siècle et première polyphonie publiée en quechua, qui présente une mélodie et une harmonie caractéristiques de la musique sacrée de la Renaissance, mais avec un rythme typiquement andin inspiré des musiques précolombiennes.
Ces témoignages préludent à la constitution d'un véritable courant de musique ancienne et baroque andine à partir du XVIIe siècle, qu'illustrent par exemple plusieurs disques du célèbre musicien (gambiste entre autres), chef d'orchestre et musicologue catalan Jordi Savall ; mais aussi les recherches et plusieurs enregistrements parmi ceux du chef argentin Gabriel Garrido avec son ensemble Elyma ; ou encore les performances de l'ensemble Los Temperamentos, groupe international euro-latinoaméricain basé à Brême (All.), celles des Argentins du  Grupo de Canto Coral dirigé par Néstor Andrenacci, celles de la Camerata Renacentista de Caracas (Ven.) dirigée par Isabel Palacios, et celles de La Capilla de Indias (Chili) dirigée par Tiziana Palmiero, ou encore celles des ensembles Albalonga, Músíca Fícta de Buenos Aires, Música Temprana, La Chimera.
Ces musiques, dites aussi autochtones, appartiennent lorsqu'elles sont montagnardes au vaste domaine des musiques traditionnelles et de l'ethnomusicologie, ou ressortissent, lorsqu'elles sont plus métissées dans l'horizon colonial, au domaine de la musicologie comparée.

### L'influence de l'Afrique
Dès ces mêmes XVIe siècle et XVIIe siècle, le Brésil surtout mais aussi l'Amérique hispanique ont connu une importation massive d'esclaves noirs, car les besoins de main d’œuvre servile sont grands, tant pour la culture de la canne à sucre que pour le travail des mines, mais aussi à cause de l'effondrement démographique « catastrophique de la population indienne, sous le choc de la conquête et des épidémies, [...] notamment dans les Caraïbes où la population indienne avait quasiment disparu, [...] et [à cause de] la promulgation par la Couronne d'Espagne de lois interdisant la servitude des Indiens ». Cette arrivée des africains dans le sous-continent d'Amérique Latine, venant surtout des côtes de Guinée, du Congo et de l'Angola, « où les "réserves humaines" semblaient inépuisables » explique « l'importance des Noirs bantous, surtout au XVIIIe siècle, dans le peuplement des Amériques ». Mais elle explique aussi les apports des musiques et des rythmes d'Afrique à l'univers musical des pays Andins, créant de nouveaux courants musicaux comme les musiques afro-péruvienne (représentée par la chanteuse Susana Baca par exemple) afro-colombienne (représentée par la chanteuse toto la momposina  par exemple) et afro-bolivienne (la Saya dont la Lambada est issue), et donnant naissance à de nouveaux instruments de musique inspirés de la musique africaine, notamment de nouveaux idiophones comme le cajón, la quijada, le güiro, et le marimba (inspiré du balafon africain), ainsi qu'à de nouvelles danses comme la Morenada bolivienne, ou le Tondero et le Lando péruviens.

### Le néo-folklore
Or il se trouve que la musique des Andes désigne aussi un genre musical plus globalisé, appartenant au domaine des musiques du monde, et même de la world music, nées en Occident dans la deuxième moitié du XXe siècle et résultant d'une volonté à la fois de retour aux sources et de fusion de genres musicaux, ce qui représente ici en l'occurrence un « métissage de métissage » selon l'expression du musicologue Jean-Lambert Charlier. Celui-ci se réalise en important les instruments traditionnels des Andes (kena, flûtes de Pan, charango, grands tambours, harpe des Andes, etc., dont certains comme le charango ont déjà une origine métisse), tout en les faisant évoluer de la gamme pentatonique à la gamme diatonique occidentale. On découvre et importe de même certains airs traditionnels glanés sur le terrain par des musiciens aussi ethnomusicologues, et on les confronte à des arrangements, des genres et styles musicaux européens. Cette nouvelle tendance est parfois appelée par les musiciens d'Amérique du Sud : música criolla ("musique créole"), ou bien "néo-folklore", ou encore "alto-folklore" (haut folklore). Celle-ci se développe plutôt dans l'aire urbaine des pays andins, ainsi que dans quelques grandes capitales européennes et singulièrement Paris, et plus tard aux États-Unis. Mercedes Sosa a été une représentante de ce courant parmi de nombreux autres, reprenant les rythmes traditionnels avec leurs instruments. A la limite du continent, de la cordillère, au Mexique, Lila Downs a pris la suite pour l'exposition et la défense des peuples, des cultures et des musiques, chantant par exemple des pirecua en parembe, ou invite Totó la Momposina.

### Fusion andine
Le mouvement de fusion ne s'arrête pas là : c'est ainsi qu'on trouve un rock andin, particulièrement actif en fin des années 1960 et pendant les années 1970, représenté par exemple par le groupe chilien Los Jaivas (pratiquant la fusion entre des éléments empruntés au folklore des Andes et l'univers du rock depuis 1963, et toujours actif dans les années 2010), ou les groupes de rock bolivien The Loving Darks (« les amants obscurs ») et de rock progressif bolivien Antares et Manantial (« source »), les trois fondés par le guitariste Félix Chávez, ainsi que les nombreux groupes de rock péruvien.
Il est l'objet d'un travail intellectuel poussé tant sur la musique que sur les instruments : certains morceaux des Jaivas sont ainsi saisissants, véritable révolution dans la tradition, visuellement, dans la mise en scène et dans le son (tarka y ocarina, Gira Chile 2000), audacieux pour des concerts de plusieurs milliers de personnes. 
Mais aujourd'hui, on voit aussi des instruments traditionnels andins comme la kena, le siku, le charango, le cajón joués dans des morceaux définissant un véritable courant de jazz des Andes. De même on voit des groupes de musique andine, avec instruments traditionnels, parfois mêlés avec des instruments électrifiés, évoluer vers une musique plus "grand public", de type chanson sentimentale et musique de variétés, ou recyclant des rythmes et thèmes de danses traditionnelles en les "modernisant" ; c'est notamment le cas de groupes comme Proyección andina ou Proyección de Bolivia (es), ou comme Fusión andina (Ayacucho, Pérou), et, pour une partie de leur production, du fameux groupe bolivien Los Kjarkas. Les instruments traditionnels des Andes sont parfois utilisés dans d'autres musiques latines comme le flamenco, le tango, ou la cumbia colombienne ainsi que les musiques cubaines, le son, la salsa (mouvement de la musique "cubandine").
Enfin, renouant peut-être avec les courants de musique ancienne et baroque andines des siècles passés déjà évoqués, plusieurs groupes de musique des Andes ont joué de la musique ancienne ou classique européenne avec les instruments traditionnels andins (auxquels se marient parfois des instruments d'Europe comme le violoncelle, ou plus anciens comme la viole de gambe ou le théorbe, le luth). C'est notamment le cas de Los Chacos, de Los Incas, de l'ensemble La Chimera, et des charanguistes Jorge Milchberg ou Eddy Navia.
Néanmoins, quel que soit l'intérêt que présentent ces explorations de musique-fusion, on peut dire que seules les musiques traditionnelles ancestrales autochtones évoquées en premier lieu, souvent présentes dans les carnavals des Andes, ainsi que les courants néo-folkloriques plus urbains qui s'en sont inspirés, présents dans les festivals, répondent strictement à l'appellation de musique andine.
À la même confluence entre musique traditionnelle autochtone, musique ancienne, musique folklorique, musique latine et musique européenne, on trouve aussi des groupes comme Los Fronterizos avec une collaboration avec Ariel ramirez sur la Missa criolla, en Argentine du nord (Salta) depuis 1953, ou comme Los Folkloristas (es), au Mexique depuis 1966, l'un et l'autre toujours en activité dans les années 2010, comme Los Incas ou Los Calchakis, les Inti Illimani au Chili.
Aux limites, le rap n'est pas en reste avec un groupe comme Calle13 qui invite ses précurseurs déjà cités, Susana Baca et Totó la Momposina sur un morceau comme Latinoamérica, avec des références à la littérature, l'histoire et la culture indigène d'Amérique latine : les Andes continuent de relier et d'inspirer la jeunesse et sa culture.

## Instruments
On sait que les instruments de percussion (les grands tambours : Bombo et Wankara, ou la Tinya (es) proche du wankara mais plus petite) et les flûtes andines ont existé en Amérique du Sud avant même les Incas, mais c'est avec l'empire inca que l'évolution musicale s'est quelque peu unifiée et répandue dans toute l'aire andine, chaque région gardant des caractéristiques propres[réf. nécessaire].

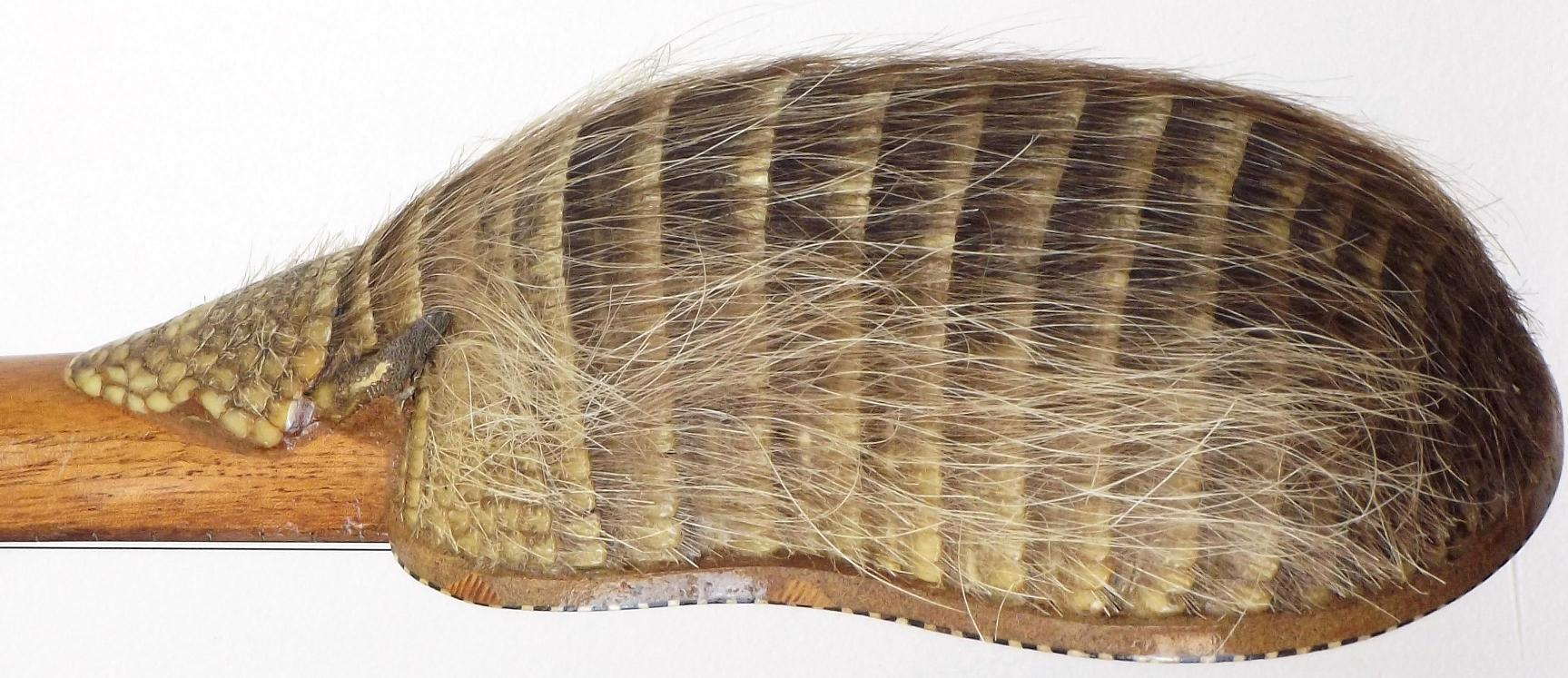
Un charango traditionnel en carapace de tatou des Andes, le "kirkincho" aujourd'hui protégé ; les nouveaux charangos sont donc plutôt fabriqués en bois désormais.

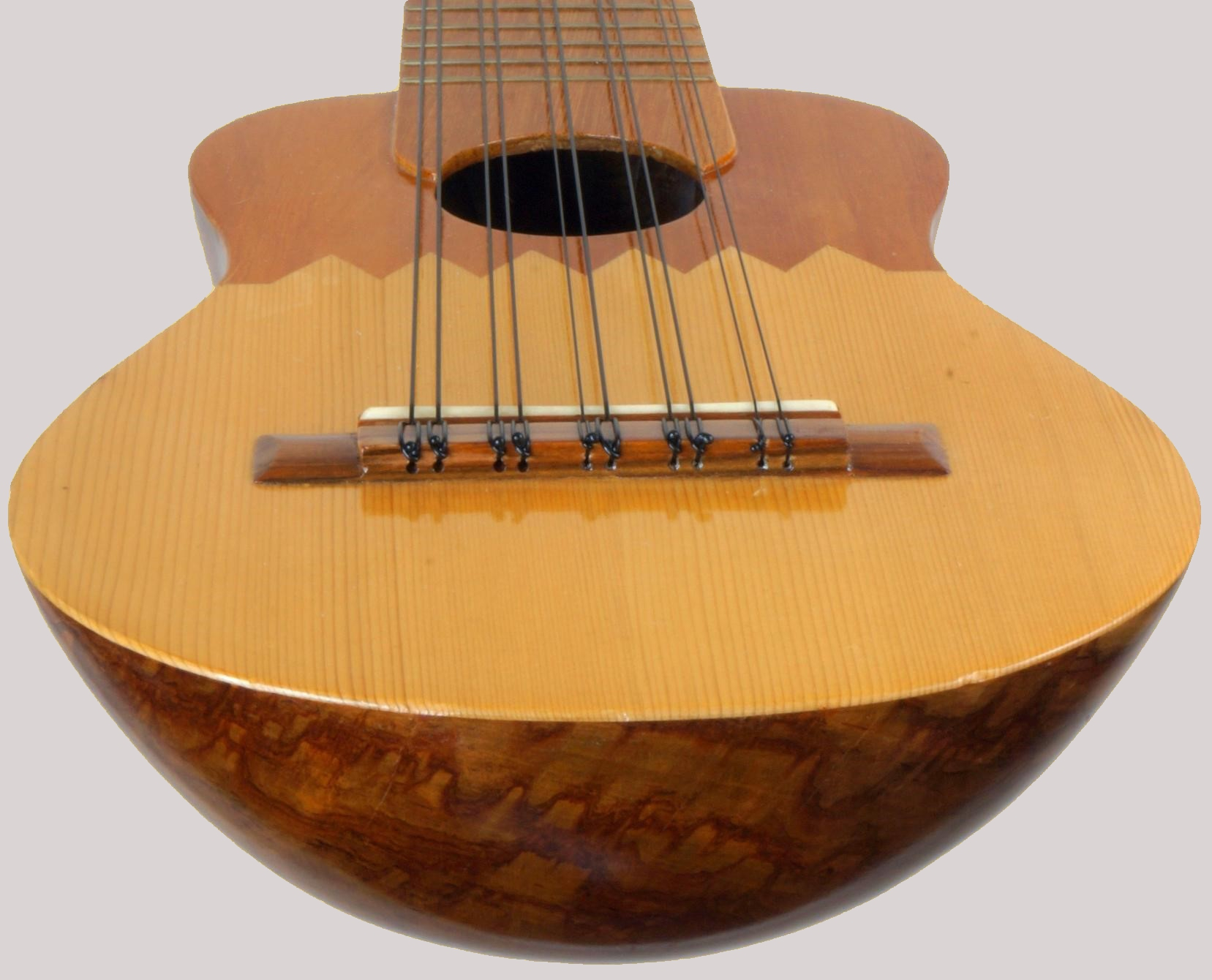
Charango contemporain en bois.

L'arrivée des Espagnols au XVIe siècle a apporté des instruments à cordes et de nouvelles formes, ce qui a incité les Indiens à inventer le charango, un instrument à cordes semblable à un petit luth au son cristallin, dont la caisse de résonance fût un temps aménagée dans une carapace de tatou, mais dorénavant fabriqué en général à partir de variétés locales de bois. À la famille des charangos appartient un instrument plus gros, au son plus rauque appelé le ronroco (en) s'apparentant à la mandoline. Les violons ont pu également s'introduire dans la musique andine, tout comme d'autres instruments d'origine européenne tels la guitare ou l'accordéon, ainsi que les cuivres pour les fanfares.

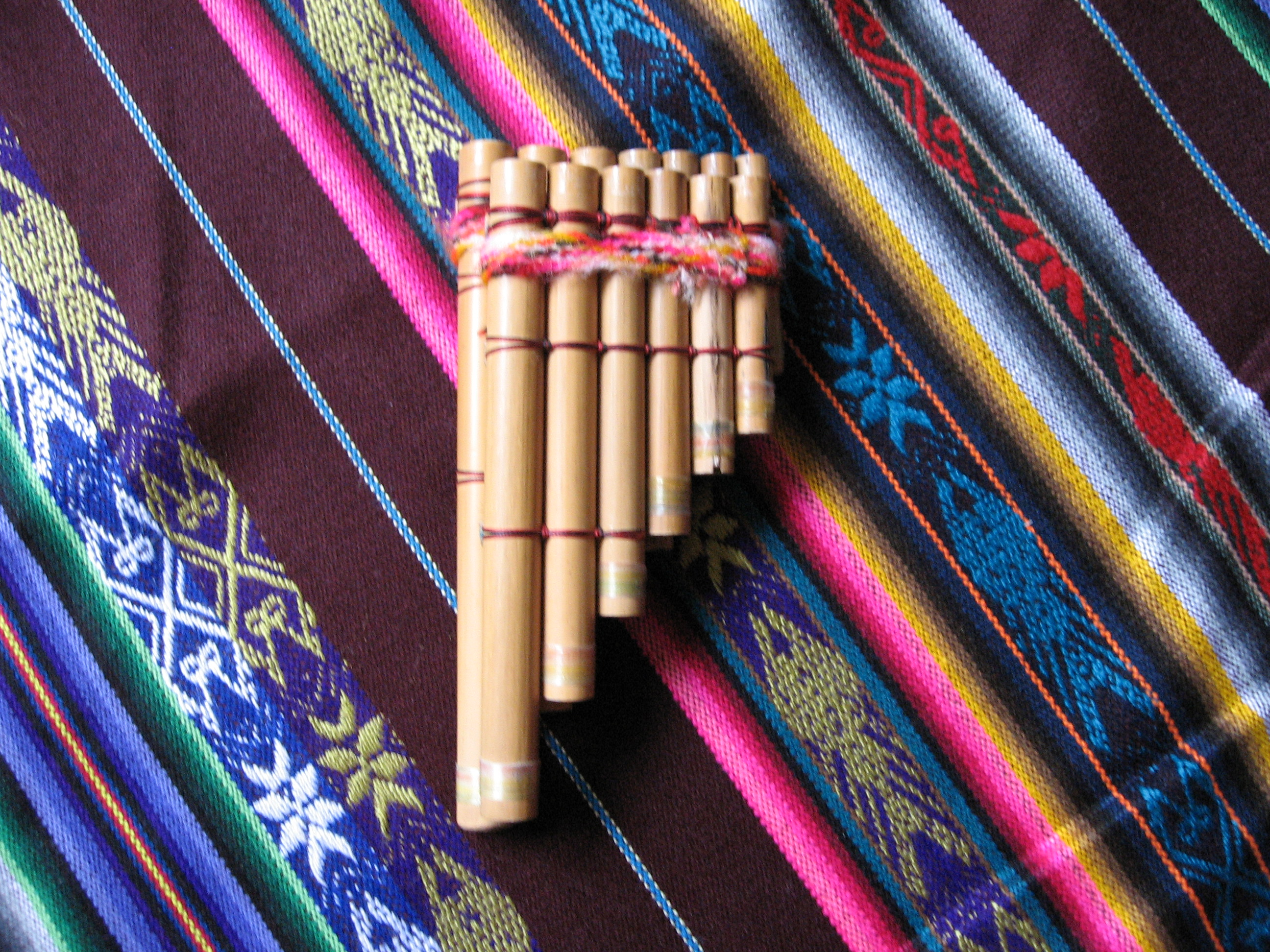
Chuli, le siku le plus aigu

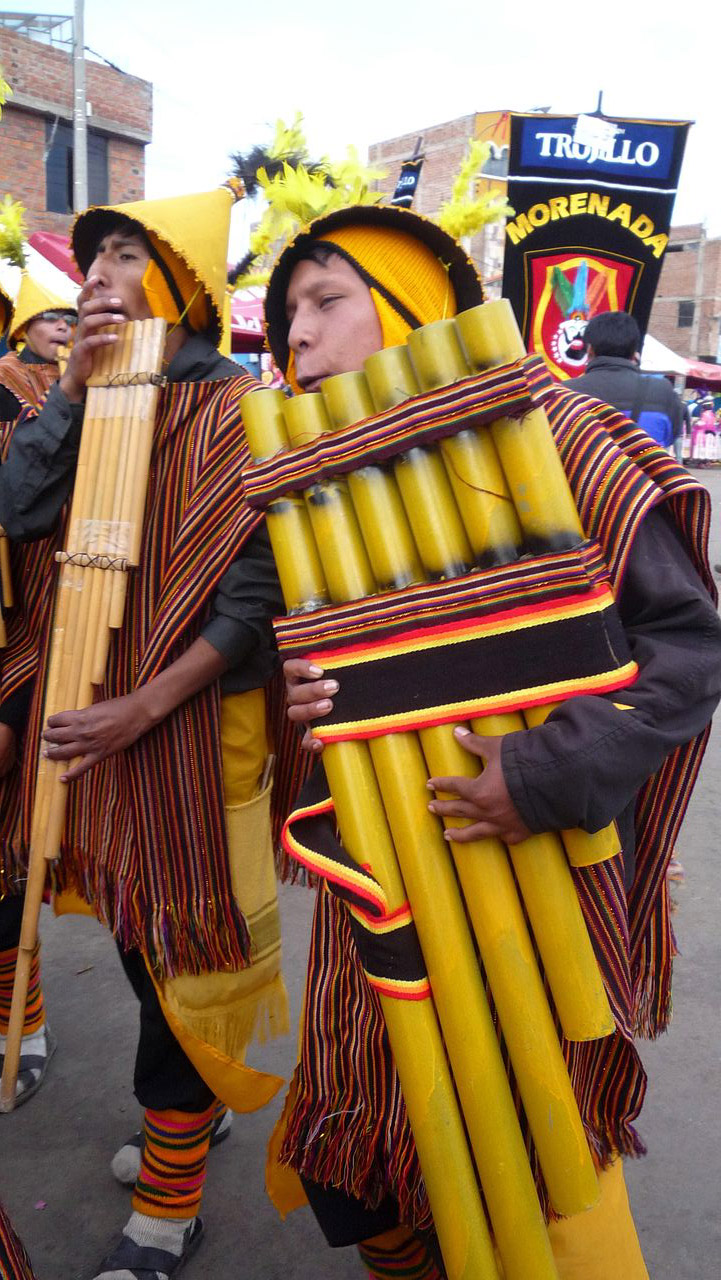
Siku géant dans l'un des carnavals de Puno au Pérou.

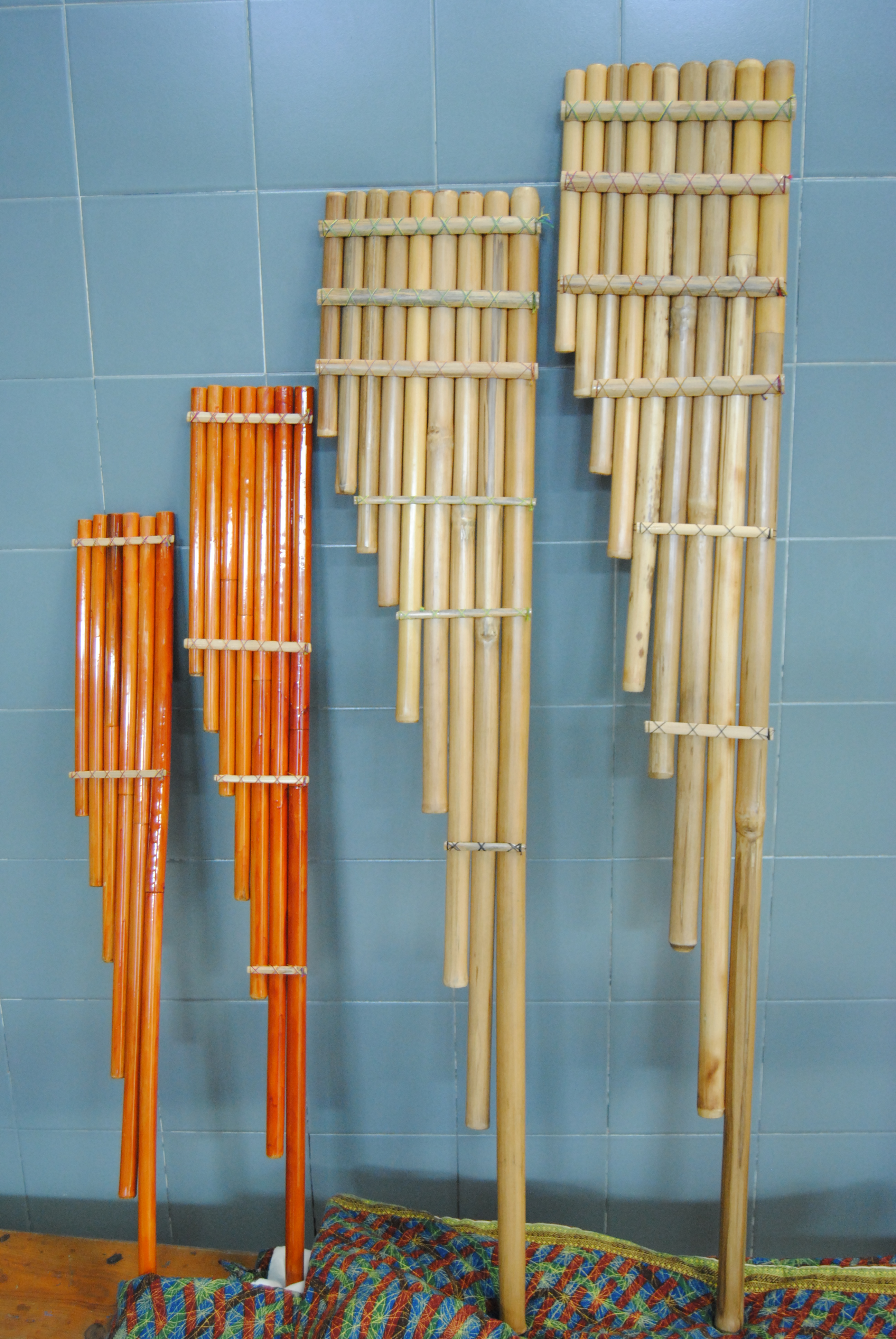
Les sikus les plus graves, Zankas et Toyos

Le groupe des flûtes de Pan (ou zampoña, mot hispanique dérivé du mot sinfonia) comprend le siku (plutôt en Bolivie aymara), l'antara (plutôt au Pérou quechua), et le rondador (plutôt en Équateur). Ce sont des instruments indigènes anciens qui varient dans leurs tailles, dans les façons de les accorder et dans leur style. Les instruments de ce groupe se fabriquent à partir de roseaux aquatiques présents dans de nombreux lacs de la partie andine de l'Amérique du Sud. Le siku est fait d'un ensemble de deux rangées de tubes de roseaux de longueurs différentes (pour varier la hauteur des notes) et qui sont accordés soit en gamme pentatonique, soit aujourd'hui en gamme diatonique, voire dans l'aire urbaine en échelle chromatique (avec les demi-tons, pour jouer toutes les mélodies modernes). Les tubes de certaines flûtes de Pan modernes sont parfois liés en une seule rangée, s'inspirant ainsi de l'antara indigène, et sont capables de jouer la gamme complète avec un seul musicien. Tandis qu'on joue  du siku traditionnel en utilisant deux rangées de roseaux qui se partagent les notes de la gamme intercalées. Ces deux rangées peuvent être soit liées entre elles, et jouées alors par un seul musicien qui assume la totalité de la mélodie. Soit ces deux rangées sont séparées et confiées à deux musiciens qui se partagent donc alternativement les notes de la mélodie, ce qui nécessite une très bonne coordination des deux musiciens pour donner l'impression du jeu unifié et fluide d'une seule mélodie, et qui crée un effet sonore proche de la stéréophonie (car le son provient de deux sources différentes espacées) donnant un relief particulier à la mélodie jouée ainsi. Ce type de jeu est encore courant dans les Andes et peut être appliqué à des sikus de toutes tailles : du plus petit (et donc plus aigu), le chuli (ch'uli siku en écriture aymara), au medium appelé la malta, au grave appelé la zanka (sanqa siku en aymara), et au surgrave appelé les toyos (t'uyu siku en aymara) qui ont un son caverneux et presque percussif très caractéristique de la musique de l'altiplano entre autres. Cette façon de répartir entre deux musiciens les notes à jouer s'appelle le jeu "en hoquet", et est encore en usage aujourd'hui dans nombre de chants traditionnels huaynos mais aussi dans la musique andine contemporaine[réf. nécessaire].

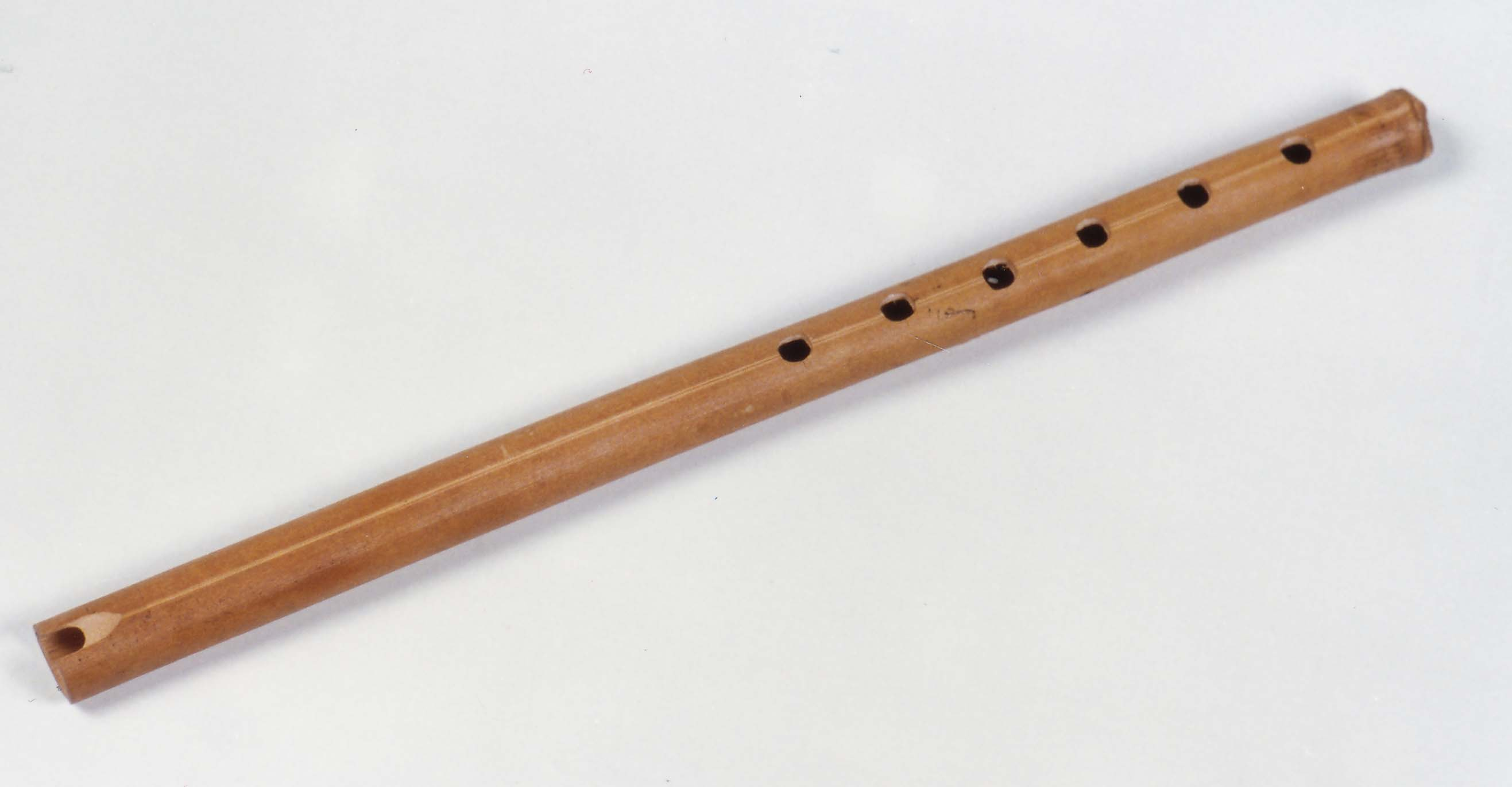
Une quena (ou kena) au Musée de la Musique de Barcelone.

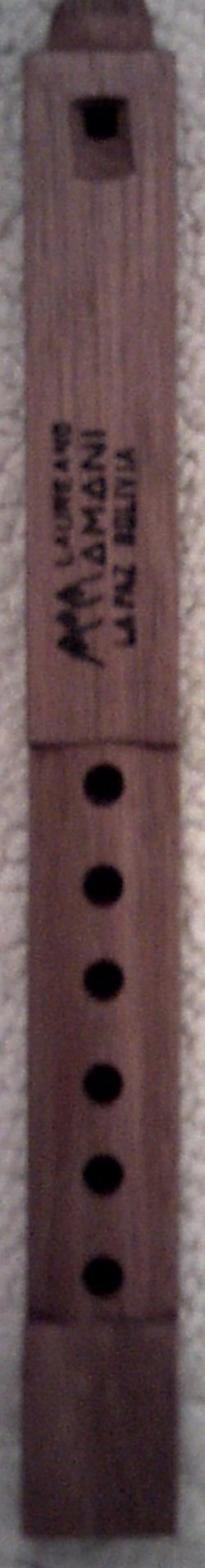
Tarka

Les quenas (flûtes droites, isolées, à encoche et donc sans canal d'insufflation) restent populaires et sont traditionnellement fabriquées à partir des roseaux durs et denses de la haute forêt amazonienne différents des roseaux aquatiques dont sont faits les sikus. Mais on utilise parfois un tube en PVC en raison de sa résistance à la chaleur, au froid et à l'humidité, et de son prix modique. Dans l'aire urbaine, les quenas sont aussi taillées dans de nombreuses variétés de bois précieux d'Amazonie, ou sont même en ébène importé d'Afrique. En règle générale, dans l'aire des communautés villageoises amérindiennes on n'utilise les quenas que pendant la saison sèche, et on joue avec des flûtes verticales, appelées tarkas, au cours de la saison des pluies[réf. nécessaire]. Les tarkas sont fabriquées en bois dur des Andes, donc de provenance locale. Les fanfares où dominent les tambours et les flûtes de Pan sont tout à fait courantes aujourd'hui et servent à célébrer mariages, carnavals et autres festivités.

## Historique récent
Le XXe siècle a été témoin de changements radicaux dans la société et la culture des Andes. La Bolivie, par exemple, a connu en 1952 une révolution nationaliste, avec comme conséquence une prise de conscience sociale par les autochtones et un élargissement de leurs droits. Le nouveau gouvernement a créé un département de folklore au ministère bolivien de l'Éducation, et des stations de radio ont commencé à émettre en aymara et en quechua.
Parallèlement, les musiques latines et andines arrivent dans les années 1950 en Europe et particulièrement à Paris : par exemple Los Guaranis, groupe formé à Buenos-Aires en 1947 et arrivé en France en 1951 pour accompagner les « Ballets de l'Amérique Latine » de Joaquin Perez Fernandez, et qui restera en France, s'appelant successivement Los Trovadores Guaranies puis « Les 4 Guaranis », « Les Guaranis » et enfin « Les Guaranis de Francisco Marín », gravant des disques sous les labels BAM puis Barclay. Autres exemples : le groupe Los Chacos (ensemble français fondé en 1953 par Jean Bessalel et Jean-Jacques Cayre, continué par son frère Jean-Michel Cayre), ou Los Tres Paraguayos (créé en 1954). Il y a aussi Carlos Benn-Pott, un skipper argentin, qui aurait été l'un des premiers à apporter en vélo la Kena à Paris, à la faveur des Jeux olympiques d'Helsinki en 1952 auxquels il avait représenté son pays pour les courses de voiliers ; il sera l'un des membres fondateurs du fameux groupe de Los Incas en 1956, avec un autre argentin Ricardo Galeazzi et les vénézuéliens Elio Riveros et Narciso Debourg, groupe qui en inspirera de nombreux autres.
En 1965, un groupe influent, Los Jairas, s'est formé à La Paz, en Bolivie. Ce quatuor est arrivé à fondre des sons indigènes dans des formes convenant mieux aux Européens et à la classe moyenne de villes[réf. nécessaire]. Un membre de Los Jairas, Gilbert Favre (un flûtiste de la Suisse francophone) avait auparavant fait à Paris la connaissance des Parra, Ángel, Isabel, et leur mère Violeta). Par la suite les Parra ont commencé à promouvoir la musique indigène à Santiago du Chili.
La fin des années 1960 a vu l'apparition de groupes indigènes comme Ruphay, Grupo Aymara, et la chanteuse emblématique en quechua, Luzmila Carpio. Par la suite, des groupes chiliens comme Inti-Illimani et Los Curacas ont entrepris un travail de fusion de Los Jairas et des Parra pour inventer la nueva canción, qui est revenue en Bolivie dans les années 1980 en la personne d'artistes du canto nuevo comme Emma Junaro et Matilde Casazola.
Les années 1970 ont été la décennie au cours de laquelle la musique andine a connu sa croissance la plus forte[réf. nécessaire]. Différents groupes ont surgi dans les différents villages à travers toute la région des Andes, au Pérou, en Équateur, au Chili, en Bolivie, en Colombie et en Argentine. Certains groupes s'installent de l'autre côté de l'Atlantique, tels Los Calchakis, Quilapayún ou Illapu choisissant la France et Inti-Illimani préférant l'Italie, et participent ainsi à la popularisation de cette musique en Europe.
Un grand nombre de musiciens ont trouvé le chemin des grandes villes formant différents groupes et ensembles dont l'un des plus légendaires était Los Kjarkas, de Bolivie[réf. nécessaire]. Ses chants et ses compositions ont connu un immense succès en Bolivie et étaient destinés à constituer par la suite le standard de la musique andine[réf. nécessaire].
C'est Los Kjarkas qui devaient plus tard transmettre la musique andine au reste du monde[réf. nécessaire].

### Artistes notables
[Voir, à l'article Quena, une liste de kénistes célèbres]

#### de Bolivie
- Mauro Núñez Cáceres (1902-1973), le "père" du charango moderne[32]
- Los Kjarkas (depuis 1965)
- Los Jairas (depuis 1966)
- Ernesto Cavour Aramayo (1940-2022), charanguiste[33]
- Alfredo Coca Antezana, charanguiste né en 1953[34]
- Ruphaÿ (es), depuis 1968[35]
- Grupo Aymara (en), depuis 1973[36]
- Savia Andina (depuis 1975)
- Zulma Yugar (née en 1952)
- Luzmila Carpio (née en 1954)
- Awatiñas (es), depuis les années 1970[37]
- Rumillajta (en), depuis 1980[38]
- Luz del Ande[39]
- Willy Claure (es), guitariste et compositeur de cuecas, né en 1962[40]
- K'ala Marka (es), avec Hugo Gutiérrez et Rodolfo Choque, depuis 1984[41]
- Jach'a Mallku, depuis 1985, parfois avec le kéniste Eddy Lima[42]
- Música de Maestros, avec Rolando Encinas, fondé à La Paz en 1989[43]
- Proyección (es)
- Sukay (es) (États-Unis/Bolivie)
- Inkuyo (es) (Bolivie/États-Unis)
- Tupay, depuis 1996[44]

#### du Pérou
- Chabuca Granda (1920-1983), chanteuse, guitariste, auteure-compositrice[45]
- Susana Baca
- Wayanay Inka (Pérou)
- Damaris (née en 1986)
- Groupe Kaphia (depuis 2002)
- Alborada
- William Luna
- Pelo D'Ambrosio
- Antología

#### d'Argentine
- Atahualpa Yupanqui (1908-1992)
- Mercedes Sosa (1935-2009)
- Groupe Markama, avec Pablo Salcedo (Argentine)
- Mariana Cayón (Argentine)
- Micaela Chauque (es) (Argentine)

#### du Chili
- Violeta Parra (1917-1967)
- Víctor Jara (1932-1973)
- Quilapayún (Chili/France)
- Inti-Illimani (Chili/Italie)
- Illapu (Chili)
- Los Jaivas (Chili)
- Altiplano, avec Mauricio Vicencio (Chili - depuis 1976)
- Arak Pacha (Chili)

#### de divers pays mais basés en France
- Los Guaranis (Paraguay/France - depuis 1947, formés en tant que groupe autonome en France en 1951)
- Los Chacos (France - depuis 1953)
- Los Incas (France/Argentine/et autres - depuis 1956)
- Ensemble Achalay (France/Argentine - depuis 1958)
- Los Machucambos (France/Espagne/Costa Rica/Pérou/Mexique/Italie/Chili et autres - depuis 1959)
- Los Calchakis (Argentine/Chili/France/et autres - depuis 1960)
- Ensemble Pachacamac[46] (France)
- Los Koyas (Paraguay/Argentine/France - depuis 1970)
- Uña Ramos (la Quebrada de Humahuaca, Argentine/France - 1933 / †2014)
- Groupe Taquile, avec Didier Galibert (fondateur), Marcelo Peña, Cesar Junaro, Wilson Molina, Americo Piaggesi, etc. (France/Bolivie/Italie)[47]
- Bolivia Manta (Bolivie/France - depuis 1977[48])
- Llapaku (Bolivie/France)[49]